# Butler (Indiana)
Butler è una città degli Stati Uniti d'America, situata nello Stato dell'Indiana e in particolare nella Contea di DeKalb.